# Ekwador na Letnich Igrzyskach Olimpijskich 1972
Ekwador na Letnich Igrzyskach Olimpijskich 1972 reprezentowało 2 zawodników. Był to trzeci start reprezentacji Ekwadoru na letnich igrzyskach olimpijskich. 

## Reprezentanci

### Boks
Mężczyźni
| Zawodnik    | Konkurencja | 1/32             | 1/16             | 1/8              | Ćwierćfinał      | Półfinał         | Finał            | Finał   |
| Zawodnik    | Konkurencja | Przeciwnik Wynik | Przeciwnik Wynik | Przeciwnik Wynik | Przeciwnik Wynik | Przeciwnik Wynik | Przeciwnik Wynik | Miejsce |
| ----------- | ----------- | ---------------- | ---------------- | ---------------- | ---------------- | ---------------- | ---------------- | ------- |
| Jorge Mejía | 51 kg       | Rodríguez P 0-5  | NQ               | NQ               | NQ               | NQ               | NQ               | NQ      |

### Pływanie
Mężczyźni
| Zawodnik      | Konkurencja      | Eliminacje | Eliminacje | Półfinał | Półfinał | Finał   | Finał   |
| Zawodnik      | Konkurencja      | Czas       | Miejsce    | Czas     | Miejsce  | Czas    | Miejsce |
| ------------- | ---------------- | ---------- | ---------- | -------- | -------- | ------- | ------- |
| Jorge Delgado | 400 m dowolnym   | 4:12,29    | 17.        | NQ       | NQ       | NQ      | NQ      |
| Jorge Delgado | 200 m motylkowym | 2:05,61    | 7. Q       | —        | —        | 2:04,60 | 4.      |
| Jorge Delgado | 400 m zmiennym   | 4:45,25    | 12.        | NQ       | NQ       | NQ      | NQ      |